# Licio Visintini
(Licio Visintini)
Licio Visintini (Parenzo, 12 febbraio 1915 – Porto di Gibilterra, 8 dicembre 1942) è stato un militare italiano.
Prestò servizio nella Xª Flottiglia MAS della Regia Marina durante la seconda guerra mondiale con il grado di tenente di vascello, venendo decorato con la medaglia d'oro al valor militare alla memoria. Fratello dell'aviatore Mario Visintini.

## Biografia
Entrato come allievo presso l'Accademia Navale di Livorno nel 1933, nel 1937 conseguì la nomina a guardiamarina. Imbarcato su unità di superficie, partecipò a missioni durante la guerra civile spagnola. Si imbarcò in seguito sul sommergibile Narvalo e poi sull'Atropo: nell'aprile del 1939, con quest'ultimo partecipò, alle operazioni per l'Invasione dell'Albania.
Il 10 giugno 1940, giorno della dichiarazione di guerra da parte dell'Italia, si trovava imbarcato sul sommergibile Torelli, col quale partecipò alla prima missione di guerra dei sommergibili italiani in Oceano Atlantico. Al rientro chiese di essere assegnato alla Xª Flottiglia MAS di La Spezia, dove divenne operatore dei mezzi d'assalto. Nel 1941 venne promosso tenente di vascello, e gli fu assegnato il comando della "squadriglia dell'Orsa Maggiore", che svolse le sue azioni contro la base navale britannica di Gibilterra.
Nella notte tra il 25 ed il 26 maggio 1941 Visintini guidò un primo attacco contro Gibilterra con tre siluri a lenta corsa rilasciati dal sommergibile Scirè (operazione "B.G.3"); gli incursori riuscirono a penetrare nel porto, ma l'operazione fallì per una combinazione di avarie subite dagli SLC e malori che colsero due degli operatori (la Forza H, obiettivo dell'operazione, era peraltro salpata poche ore prima). Visintini ed i compagni dovettero raggiungere la riva a nuoto, rientrando poi in Italia con l'aiuto degli agenti del Servizio Informazioni della Marina.
Nella notte tra il 19 ed il 20 settembre 1941 Visintini guidò un nuovo attacco contro Gibilterra (operazione "B.G.4"), sempre con l'impiego di tre SLC rilasciati dallo Scirè. Questa volta l'operazione risultò un successo: Visintini ed il compagno Giovanni Magro danneggiarono con una carica esplosiva la cisterna militare RFA Denbydale (di 17.200 tonnellate di dislocamento), che rimase a galla ma fu considerata come perduta per la gravità dei danni subiti (fu ridotta ad un deposito galleggiante di carburante fino alla sua demolizione), mentre gli altri due SLC affondarono la nave cisterna Fiona Shell e danneggiarono gravemente la motonave armata Durham. Gli operatori provvidero poi a distruggere gli SLC ed a raggiungere a nuoto la costa, da dove di nuovo furono assistiti da agenti del SIS che li aiutarono a rientrare in Italia.
Quando, nell'estate del 1942, si decise di non utilizzare più dei sommergibili per avvicinare gli SLC al porto di Gibilterra, ma di trasformare il piroscafo Olterra, internato ad Algeciras, in una base segreta per i siluri a lenta corsa, Visintini ebbe l'incarico di dirigerne la trasformazione, nonché il comando della squadriglia di SLC che ne avrebbe fatto la sua base.
Alle 23.15 del 7 dicembre 1942, Visintini lasciò l'Olterra per l'operazione "B.G.5", e diresse il suo siluro a lenta corsa verso il porto di Gibilterra, con obiettivo la corazzata britannica HMS Nelson. Con il secondo operatore, sottocapo Giovanni Magro, superarono le ostruzioni esterne ed entrarono nel porto, ma furono entrambi uccisi dallo scoppio delle bombe di profondità che la sorveglianza britannica agli sbarramenti foranei lanciava in mare proprio per fronteggiare gli attacchi degli incursori italiani. Alla loro memoria fu conferita la Medaglia d'oro al Valor Militare.